# Edward Kwiatkowski
Edward Kwiatkowski (ur. 11 lipca 1926 w Fitowie, zm. 11 lipca 1976) – polski działacz polityczny, poseł na Sejm PRL V kadencji (1969–1972). 

## Życiorys
W czasie II wojny światowej został wywieziony na roboty przymusowe do Niemiec. Po 1945 roku pracował w Zarządzie Miejskim w Łasinie. Studiował na Akademii Medycznej w Gdańsku oraz na Wydziale Zootechnicznym Wyższej Szkoły Rolniczej w Olsztynie. Jednocześnie pełnił obowiązki prezesa zarządu Gminnej Spółdzielni „Samopomoc Chłopska”. 
W 1957 roku wstąpił do Stronnictwa Demokratycznego, był członkiem jego Miejskiego Komitetu i Powiatowego Komitetu w Grudziądzu. Zasiadał w Powiatowej Radzie Narodowej, działał w Ochotniczej Rezerwie Milicji Obywatelskiej i Towarzystwie Przyjaźni Polsko-Radzieckiej. W wyborach w 1969 roku uzyskał mandat posła na Sejm PRL V kadencji z okręgu Grudziądz, był członkiem Komisji: Handlu Wewnętrznego i Handlu Zagranicznego.
Został pochowany na cmentarzu komunalnym w Łasinie.